# Paraphaenops
Paraphaenops is een geslacht van kevers uit de familie van de loopkevers (Carabidae). De wetenschappelijke naam van het geslacht is voor het eerst geldig gepubliceerd in 1916 door Jeannel.

## Soorten
Het geslacht Paraphaenops is monotypisch en omvat slechts de volgende soort:
- Paraphaenops breuilianus Jeannel, 1916